# Paolo Virno
Paolo Virno (* 27. Juni 1952 in Neapel) ist ein italienischer Philosoph und Semiotiker, der der marxistischen Bewegung angehört. Weil er seit Ende der 1960er Jahre, während seiner Studienzeit, Mitglied verschiedener illegaler Organisationen gewesen war, wurde er 1979 festgenommen und beschuldigt, auch Mitglied der Roten Brigaden zu sein. Nach mehreren Jahren im Gefängnis wurde er schließlich freigesprochen. Daraufhin gründete er die Zeitschrift Luogo Commune, um die politischen Ideen zu veröffentlichen, die er während seiner Inhaftierung entwickelt hatte. Zurzeit unterrichtet Virno an der Universität Rom.

## Leben
Paolo Virno wurde in Neapel geboren, verbrachte aber seine Kindheit und Jugend in Genua. Die ersten politischen Erfahrungen sammelte er in der Bewegung von 1968. Dort erfuhr er jene Verbindung von persönlicher Erfüllung und Antikapitalismus, die später einen Schlüsselgrund seiner politischen Philosophie bilden sollte. Zu Beginn der 70er Jahre zog er mit seiner Familie nach Rom, wo er an der Universität Philosophie studierte.
Zugleich engagierte Virno sich in der Arbeiterbewegung und wirkte in der Gruppe Potere operaio mit, die sich mit der Anwerbung und Mobilisierung von Industriearbeitern befasste. Während die Parteikommunisten unter dem Einfluss der Sowjetunion und Chinas versuchten, Studentenverbände und die Gewerkschaften der Arbeiter miteinander zu vereinen, konzentrierte sich Potere Operaio hauptsächlich auf die Lebensumstände der Fabrik- und Industriearbeiter mit einem Programm, das sich an Karl Marx’ Kritik der Organisation der Arbeit orientierte. Bis zu ihrer Auflösung im Jahre 1973 nahm Virno an dieser Bewegung teil und organisierte Protestaktionen und Streiks in norditalienischen Fabriken.
Im Jahre 1977 verteidigte Virno seine Promotionsarbeit zum Konzept der Arbeit und Theorie des Bewusstseins von Theodor W. Adorno. Gleichzeitig nahm er aktiv an der „Bewegung von ’77“ teil, bei der es um die Prekarität von Arbeitern ging. Gemeinsam mit Oreste Scalzano und Franco Piperno gründete er das Metropolitan Magazine, das für einige Zeit das Theorieorgan der Bewegung war. Zwei Jahre später wurden die Redakteure von Metropolitan verhaftet und beschuldigt, den Roten Brigaden anzugehören.
Die dreijährige Haft war für Virno und andere eine Zeit intensiver Studien. 1982 wurde Virno wegen „subversiver Aktivitäten mit bewaffneter Bandenbildung“ zu zwölf Jahren Gefängnis verurteilt. Die Anschuldigung, zu den Roten Brigaden zu gehören, hatte sich hingegen nicht erhärtet. Virno ging daraufhin in Revision und wurde entlassen, während das Verfahren in die zweite Instanz überwiesen wurde. Im Jahre 1987 wurde er zusammen mit Piperno schließlich freigesprochen. Virnos Erfahrungen aus der Haft flossen ein in die Konzeption der Zeitschrift Luogo Comune, die sich den Formen des Lebens in der gesellschaftlichen Situation des Postfordismus widmete. 1993 wechselte Virno von der Position des Chefredakteurs von Luogo Comune an die Universität von Urbino, um Philosophie zu unterrichten. 1996 wurde er zu Vorlesungen an der Universität von Montreal eingeladen. Bei seiner Rückkehr nach Italien erhielt er den Lehrstuhl für Sprachphilosophie, Semiotik und Ethik der Kommunikation an der Universität von Cosenza in Kalabrien.

## Theoretisches Werk
Virnos frühe Werke bezogen sich direkt auf seine politischen Aktivitäten. Seitdem er während der jahrelangen Inhaftierung gemeinsam mit Mithäftlingen intensive philosophische Studien betrieben hatte verlagerte sich der Schwerpunkt seiner Arbeiten auf ambitioniertere theoretische Forschungsgebiete wie politische Philosophie, Linguistik und die Untersuchung der Massenmedien.
Einerseits haben Virnos Studien auf dem Gebiet Sprachphilosophie ihn dazu geführt, klassische Themen der Philosophie, etwa die Analyse von Subjektivität, zu konfrontieren mit den Grenzen, die in der Linguistik gesetzt werden; andererseits hat Virno die ethische Dimension von Kommunikation erkundet. Die Verbindung dieser Bereiche fand sich in einem Materialismus, der die Prozesse der Sprache und des Denkens einschließt. In der Tradition Adornos und Alfred Sohn-Rethels bildet für Virno der Zusammenhang zwischen Arbeit, Denken, Sprache, Gesellschaft und Geschichte den Zusammenhalt seines philosophischen Denkens.
Virnos philosophische Konzepte behielten gleichwohl eine enge Verbindung zur politischen Theorie und Aktion. Die Begriffe von „Welt“, „Macht“, „Potential“ und „Geschichte“, welche die Hauptschwerpunkte vieler seiner Werke sind, hat Virno wesentlich von Marx abgeleitet. Virno trat zusammen mit vielen seiner Zeitgenossen, etwa Antonio Negri, gegen die Hegemonie der dialektischen Tradition innerhalb der marxistischen Philosophie ein.
Virno behauptet, dass historische und linguistische Konzepte einen politischen Stellenwert besitzen. Werden Staat, Souveränität, Gehorsam, Legalität, Legitimität in der Theorie und Philosophie der Gesellschaft als invariant hingenommen, so betrachtet Virno diese Begriffe polemisch als Erfindungen des siebzehnten Jahrhunderts mit sehr spezifischen und kontroversen politischen Zielen. Die Neubestimmung der Begriffe der Gesellschaft ist Teil einer gestellten politischen Aufgabe. Am Begriff der Emigration zeigt Virno beispielhaft, wie persönliche emotionale Erfahrungen verstanden werden als Akt des Widerstandes gegen die etablierte Macht und den Status quo: Es wird angenommen, dass eine Persönlichkeit auf der Flucht die Reaktion auf soziale Strukturen sei. Derartige Beschränkungen hat Virno in diesem Zusammenhang als symbolhaft für die Bewegungen der Gegenkultur kritisiert.

## Werke
- Convenzione e Materialismo. Ed. Theoria, Rom 1986
- Opportunisme, Cynisme et Peur. Ambivalence du Désenchantement Suivi de les Labyrinthes de la Langue. Editions de l'éclat, Paris-Combas 1991
- Mondanità. L'idea di "Mondo" tra Esperienza Sensibile e Sfera Pubblica. Ed. Manifestolibri, Rom 1994
- Parole con parole. Poteri e Limiti del Linguaggio. Donzelli, Rom 1995
- in: Paolo Virno, Michael Hardt (Hrsg.): Radical Thought in Italy: A Potential Politics. University of Minnesota Press, Minneapolis 1996:
  - The Ambivalence of Disenchantment, Seite 17–18
  - Virtuosity and Revolution. The Political Theory of Exodus, Seite 189–209
  - Do You Remember Counterrevolution?, Seite 241–259
- Thomas Atzert (Hrsg.), Toni Negri, Maurizio Lazzarato, Paolo Virno: Umherschweifende Produzenten. Immaterielle Arbeit und Subversion, Vorwort von Yann Moulier Boutang, ID-Verlag, Berlin 1998, ISBN  3-89408-075-2
- Il Ricordo del Presente. Saggio sul Tempo Storico. Bollati Boringhieri, Turin 1999
- Virtuosismo y revolución. La acción política en la era del desencanto. Traficantes de Sueños, Madrid 2003
  - Einleitung (pdf)
- Gramática de la multitud. Para un análisis de las formas de vida contemporáneas. Traficantes de Sueños, Madrid 2003
  - Einleitung (pdf)
  - englische Ausgabe: A Grammar of the Multitude. For an Analysis of Contemporary Forms of Life. Semiotext[e], New York 2004
  - deutsche Ausgabe: Grammatik der Multitude. Untersuchungen zu gegenwärtigen Lebensformen, aus dem Italienischen von Thomas Atzert, Nachwort von Jost Müller, ID-Verlag, Berlin 2005, ISBN 3-89408-092-2
  - deutsche Ausgabe: Grammatik der Multitude. Öffentlichkeit, Intellekt und Arbeit als Lebensformen, mit Anhang Paolo Virno: Die Engel und der General Intellect, aus dem Italienischen von Klaus Neundlinger, Herausgegeben und eingeleitet von Klaus Neundlinger und Gerald Raunig, Turia + Kant, Wien 2005. Reprint 2019, ISBN 978-3-85132-956-8.
- Cuando el verbo se hace carne. Lenguaje y naturaleza humanas. Traficantes de Sueños, Madrid 2005
- Multitude: Between Innovation and Negation. Semiotext[e], Los Angeles 2008 (Foreign Agents Series)
- L'idea di mondo. Intelletto pubblico e uso della vita. Quodlibet, Macerata 2015, ISBN 9788874627660.
  - deutsche Ausgabe: Weltlichkeit und der Gebrauch des Lebens. Turia + Kant, Wien/Berlin 2017, ISBN 978-3-85132-870-7.